# Zona roja (secuelas bélicas)

Mapa que muestra áreas totalmente destruidas (rojo), áreas de daño grave (amarillo) y moderadamente afectadas (verde).

La zona roja (en francés: zone rouge) es una cadena de áreas no adyacentes de Francia nororiental que el gobierno francés aisló después de la Primera Guerra Mundial. La "zona roja" ha sido catalogada justamente tras la guerra como "Completamente devastada. Con daños a las propiedades: 100%. Con daños a la Agricultura: 100%. Imposible de limpiar y/o rehabilitar. Imposible para habitar por seres humanos".

## Descripción

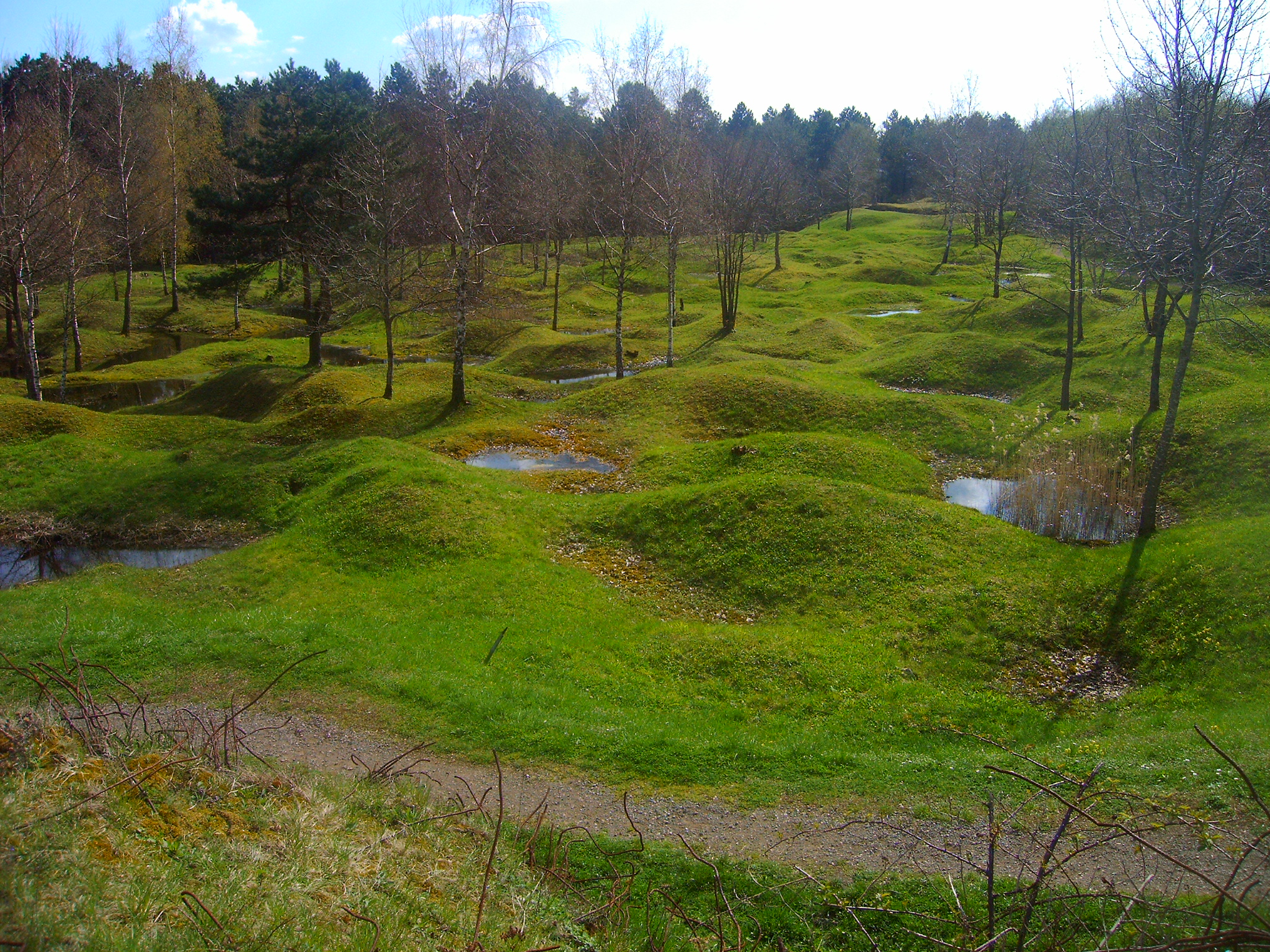
Campo de batalla en Verdún (2005).

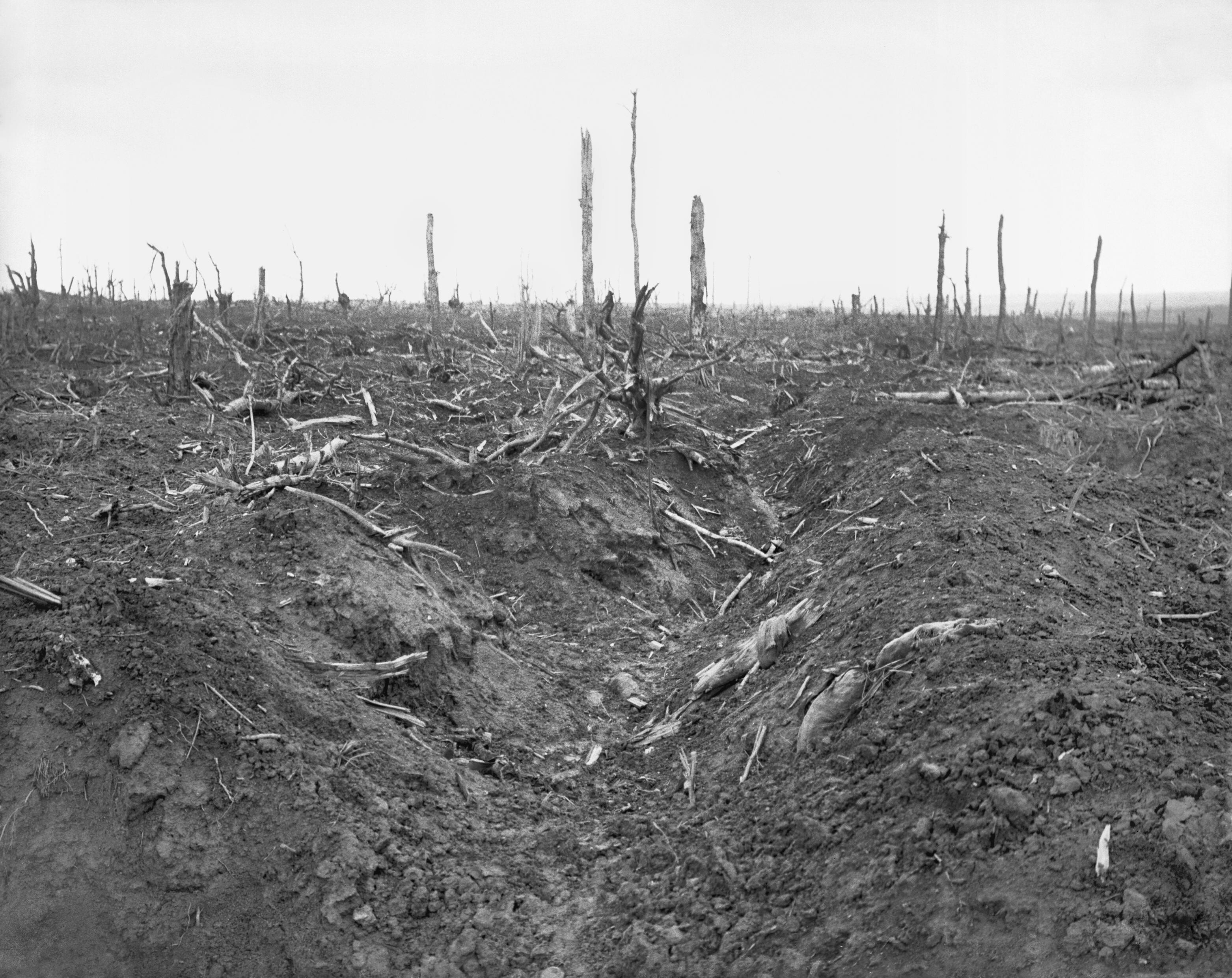
Una trinchera alemana en el bosque de Delville, en las cercanías de Longueval (Somme), destruida en 1916 en la Zona Roja.

El terreno, que originalmente cubría una superficie de más de 1200 km², se consideraba demasiado dañado física y ambientalmente por el conflicto como para ser rehabilitado. En vez de intentar limpiar los anteriores terrenos de guerra, se dejó que la tierra regresase a la naturaleza. Todavía existen hoy restricciones dentro de la zona, aunque se han reducido las áreas de control.
Bajo la ley francesa, actividades como la urbanización, el cultivo o la silvicultura estuvieron temporal o permanentemente prohibidas en la zona roja, debido a las ingentes cantidades de restos humanos y animales y a los millones de municiones sin explotar que contaminaban la tierra. Se prohibió que algunas ciudades y pueblos volvieran a ser reconstruidos después de la guerra.

## Peligros mayores
Esta área se halla saturada con muchas piezas de municiones sin explotar (incluyendo bastantes contenedores de gases y otros agentes químicos), granadas, además de muchos artefactos allí dejados como desechos, tales como vainas de la munición usada abandonados. El suelo en esta zona está altamente contaminado con residuos de plomo, mercurio, cloro, arsénico, varios gases peligrosos, ácidos, además de restos de osamentas humanas y de restos de animales aún remanentes. En éstas zonas además reposan desechos de los depósitos de munición y de varias plantas de producción y almacenamiento de sustancias químicas.
Cada año decenas de toneladas de cartuchos, proyectiles de mortero y obuses sin estallar son recuperadas. Según los reportes de la agencia de seguridad civil a cargo del manejo de situaciones donde aparezcan dicha clase de elementos, a las tasas actuales de recuperación, se necesitarían al menos unos setecientos (700) años para limpiar completamente esta área. Algunos experimentos conducidos entre 2005 y 2006 descubrieron más de 300 proyectiles/10 000 m² en la porción superficial (15 centímetros (6 plg)) del suelo en las peores áreas.[cita requerida]
Algunas zonas permanecen fuera del alcance (como por ejemplo dos pequeñas porciones de tierra cercanas a Ypres y Woëvre), donde el 99% de todas las plantas y algunos insectos aún mueren por la acción del arsénico remanente, que puede llegar a constituir hasta un 17% de las muestras del suelo que se use para cualquier estudio.